# 恰拉库德伊
恰拉库德伊（Chalakudy），是印度喀拉拉邦Thrissur县的一个城镇。总人口48371（2001年）。

## 人口
该地2001年总人口48371人，其中男性23621人，女性24750人；0—6岁人口5056人，其中男2580人，女2476人；识字率85.00%，其中男性为86.21%，女性为83.84%。